# Tala ilegal

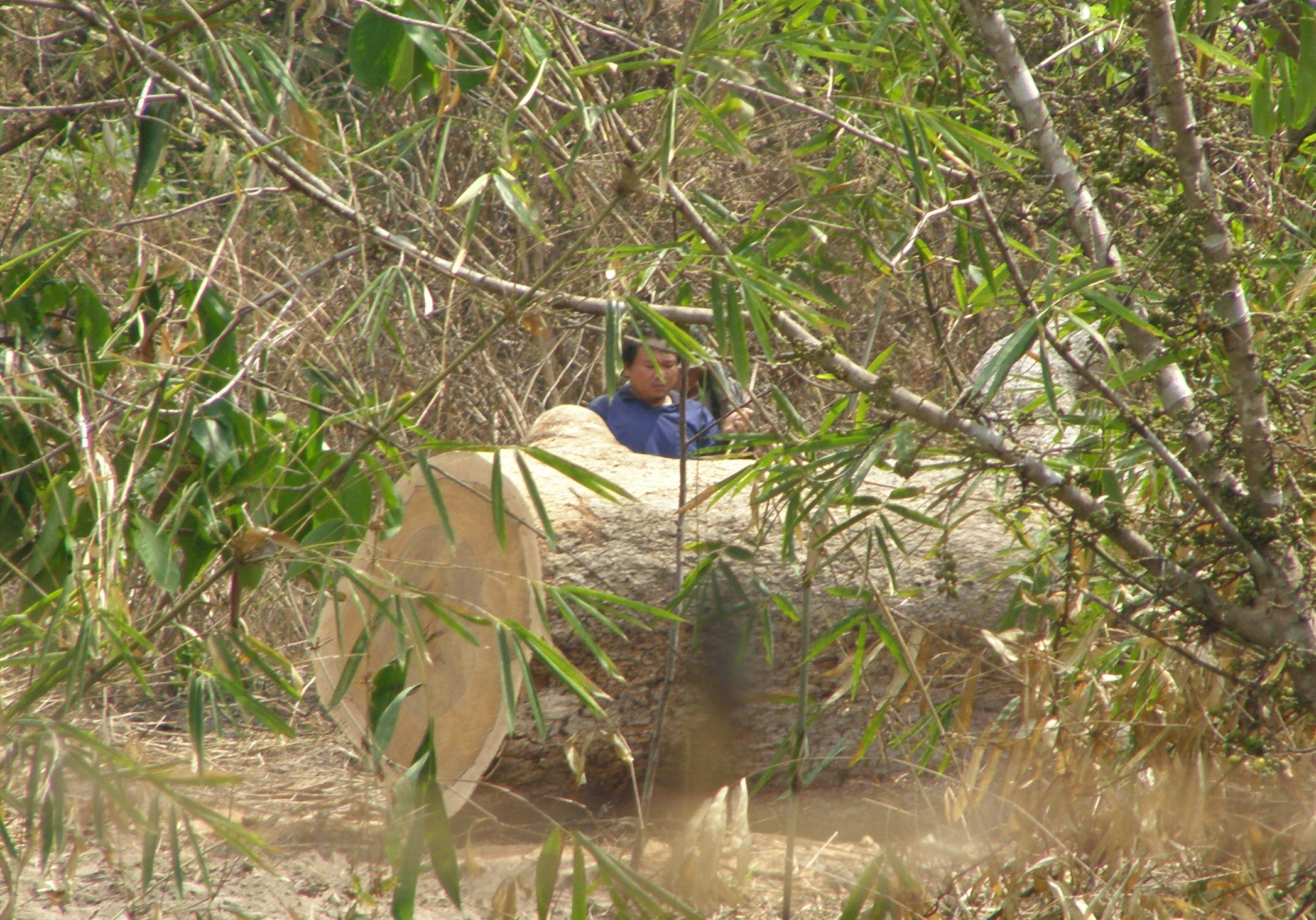
La tala ilegal continúa en Tailandia. Esta fotografía fue tomada al borde de la carretera en el distrito de Mae Wang, provincia de Chiang Mai, en marzo de 2011.

La tala ilegal o explotación maderera ilegal es la extracción, transporte, compra o venta de madera incumpliendo las leyes o normativas en todos estos pasos o en algunos de ellos. Las ilegalidades pueden consistir enː uso de medios corruptos para acceder a los bosques; extracción sin permiso, o de un área protegida; tala de especies protegidas; o extracción de madera por encima de los límites permitidos. 
La tala ilegal es causa de múltiples problemas ambientales como la deforestación, la erosión del suelo y la pérdida de biodiversidad, que pueden contribuir a crisis ambientales de mayor escala, como el calentamiento mundial y otras formas de degradación ambiental.
Las ilegalidades también pueden ocurrir durante el transporte de la madera, el procesamiento, la exportación (por ejemplo mediante declaraciones aduaneras fraudulentas), el pago de impuestos o la certificación. Estos actos suelen denominarse "lavado de madera" o "blanqueo de madera", por analogía con el lavado de dinero o blanqueo de capitales.
La tala ilegal está impulsada por factores como la demanda de materias primas, el acaparamiento de tierras y la demanda de pastos para el ganado. La prevención puede llevarse a cabo tanto por el lado de la oferta —aplicando con rigor las protecciones ambientales— como por el lado de la demanda, exigiendo que toda la industria que emplea madera (para fabricar muebles, papel, etc.) solo la acepte si proviene de una explotación forestal sostenible, certificada fiable e independientemente.

## Descripción general
La tala ilegal es un problema generalizado que causa enormes daños a los bosques, las comunidades locales y las economías de los países productores de madera. La UE, como importante importador de madera, ha establecido el Reglamento de la Madera de la Unión Europea como un medio para detener la importación de productos de madera de origen ilegal. La identificación de madera talada o comercializada ilegalmente es técnicamente difícil. Actualmente se están desarrollando métodos científicos para determinar el origen geográfico de la madera.      Las posibles acciones para restringir las importaciones no pueden cumplir con las regulaciones de no discriminación de la OMC. Por el contrario, deben concertarse en acuerdos bilaterales. TRAFFIC, la red de seguimiento del comercio de vida silvestre, se esfuerza por monitorear el comercio ilegal de madera y brindar experiencia en revisiones políticas y legales.La organización Forest Trends mantiene actualizada una lista compilatoria de las restricciones a la exportación de productos forestales conocidas y notificadas a nivel mundial, y ha identificado 143 políticas o leyes en 72 países activas a fecha de 2022.

### Escala
Se estima que sólo la tala ilegal en tierras públicas causa anualmente pérdidas de activos e ingresos superiores a los 10 millardos de dólares norteamericanos. Aunque es difícil calcular cifras exactas, dada la naturaleza ilegal de la actividad, estimaciones fiables consideran que más de la mitad de la tala que se realiza en el mundo es ilegal, especialmente en áreas abiertas y vulnerables como la cuenca del Amazonas, África Central, Sudeste Asiático y Federación Rusa.
Las cifras y estimaciones disponibles deben tratarse con precaución ya que, por un lado, los gobiernos tienden a subestimar la situación, porque las estimaciones elevadas de tala ilegal pueden avergonzarlos, al indicar una aplicación ineficaz de la legislación o, peor aún, soborno y corrupción. Por otro lado, las ONG medioambientales publican cifras alarmantes para concienciar y alertar sobre la necesidad de medidas de conservación más estrictas.  
Para las empresas del sector forestal, las publicaciones que hacen estimaciones elevadas pueden considerarse potencialmente amenazadoras para su reputación y sus perspectivas de mercado, incluida la competitividad de la madera en comparación con otros materiales. Sin embargo, para muchos países, las ONG son la única fuente de información aparte de las instituciones estatales, lo que probablemente subestima claramente las cifras reales. Por ejemplo, la República de Estonia calculó una tasa del 1 % de madera extraída ilegalmente en 2003, mientras que la ONG "Movimiento Verde de Estonia" estimó que alcanzaría hasta el 50 %. En Letonia la situación es comparableː la evidencia anecdótica apunta a que el 25 %de la tala es ilegal.

### Consecuencias
La tala ilegal tiene numerosos impactos perjudiciales. Agrava el cambio climático porque, por un lado, el dióxido de carbono (CO2) retenido en la madera vuelve al aire al quemarse o pudrirse esta. Por otro lado, las áreas que quedan desnudas ya no pueden retener CO2 adicional. Conduce a la pérdida de biodiversidad, debilita el Estado de derecho y obstaculiza la gestión forestal sostenible. Además, fomenta la corrupción, la evasión fiscal y disminuye los ingresos de los países productores, limitando su capacidad para invertir en desarrollo sostenible. Las consecuencias económicas y sociales afectan desproporcionadamente a los pobres. Los ingresos madereros perdidos anualmente por la tala ilegal ascienden a miles de millones de dólares norteamericanos.
Además, el comercio ilegal de recursos forestales socava la seguridad internacional y frecuentemente se asocia con corrupción, lavado de dinero, delincuencia organizada, violaciones de los derechos humanos, cambio climático y, en algunos casos, guerras. En el sector forestal, las importaciones baratas de madera y productos forestales ilegales, junto con el incumplimiento por parte de algunos actores económicos de las normas sociales y ambientales básicas, desestabilizan los mercados internacionales. Esta competencia desleal afecta a las empresas europeas, especialmente a las pequeñas y medianas empresas que se comportan de forma responsable y están dispuestas a respetar normas justas.

### Tala ilegal en el sudeste asiático
Los estudios consideran que la tala indiscriminada en la selva tropical y la tala incontrolada para obtener leña han provocado daño al medio ambiente. La pérdida de árboles y otra cubierta vegetal puede provocar un aumento de la temperatura de la zona, menor rendimiento agrícola, inundaciones, aumento de los gases de efecto invernadero (causantes del cambio climático), erosión del suelo y pérdida de biodiversidad. 
Un ejemploː la reserva forestal en Nigeria abarca aproximadamente10 millones de hectáreas, lo que constituye más del 10 % de la superficie terrestre del país, 923 768 kilómetros cuadrados. La población de esta reserva era de aproximadamente 170 790 habitantes (según la Dirección Nacional de Empleo, 2012). Sin embargo, la extensión de tierras forestales protegidas ha ido disminuyendo debido a la tala desenfrenada de árboles y las actividades de los madereros ilegales en todo el país. El Departamento Federal de Silvicultura estimó en 2010 que los bosques de Nigeria están mermando a una tasa anual del 3,5 %. Anteriormente, el país tenía alrededor del 20 % de su superficie cubierta por bosques naturales, pero esta cifra se ha reducido a aproximadamente el 10 %. La pérdida de aproximadamente el 60 % de los bosques naturales se produjo debido a la invasión de la agricultura, la tala extensiva y la urbanización desde la década de 1960 hasta el año 2000. 
En particular, el desarrollo industrial y social, que disputa a la Naturaleza las mismas tierras, no ha sido digno de elogio. Nigeria, dada su extensa superficie, abarca diferentes zonas climáticas y ecológicas. El gran tamaño de la nación, su población diversa y los desafíos sociopolíticos y económicos han ejercido una inmensa presión sobre los cinturones forestales. El aumento del número de jóvenes desempleados ha propiciado el saqueo de productos forestales para sobrevivir.En consecuencia, el desempleo, un importante desafío para el desarrollo en Nigeria, fomenta los delitos ambientales. 
Estos delitos a menudo no son prioritarios para la mayoría de los países en desarrollo, ya que existe la creencia de que el bosque pertenece a todos los miembros de la comunidad.Además, la economía nigeriana depende en exceso de la extracción de petróleo crudo. Frecuentemente la gente perfora los oleoductos para robar combustible. El Gobierno combate estos robos, pero dedica menos esfuerzos a reducir las pérdidas anuales por saqueo de productos forestales. Los intentos de aplicar medidas eficaces contra la tala ilegal no han dado resultado. Solo el 6 % de la superficie del país está protegida.
Alrededor de 2 tercios del total mundial de jóvenes desempleados se encuentran en áreas en desarrollo, tanto en rurales como urbanas. En Nigeria, el desempleo surgió como un problema apremiante, particularmente desde la década de 1980, un período marcado por crisis económicas originadas por la caída de los precios mundiales del petróleo, la devaluación de la moneda nigeriana, la corrupción rampante y un rápido incremento de la población del país. Estos problemas económicos tuvieron efectos adversos en la producción de alimentos y llevaron a una creciente preocupación por la deforestación. En regiones rurales o semiurbanas y dotadas de abundantes árboles y productos agrícolas, los bosques eran fácilmente accesibles, y los explotaban no sólo los lugareños, sino también redes criminales extranjeras. Particularmente alarmantes fueron las actividades de los traficantes de árboles, a menudo propiciadas por extranjeros que buscaban especies de madera raras y duras para los mercados europeos y americanos. Esto resultó en una destrucción y tala desenfrenada de árboles en tierras agrícolas, tanto comunales como individuales. 
Desde una perspectiva científica, la destrucción de estos árboles impacta significativamente el ciclo del carbono e intensifica el efecto invernadero, causante del cambio climático. Las pérdidas socioeconómicas para la nación, particularmente en lo que respecta a las especies en peligro de extinción en las zonas forestales del suroeste y medio oeste de Nigeria (que abarcan estados como Oyo, Ondo, Osun, Ogun, Ekiti, Edo y Delta), son inconmensurables. La rápida urbanización en Nigeria, junto con el aumento de las tasas de desempleo, la pobreza persistente, las desigualdades, los servicios sociales inadecuados, la presencia de organizaciones criminales transnacionales, el uso y tráfico generalizados de drogas, y el equipamiento insuficiente del personal de seguridad y los guardias forestales para combatir la tala ilegal. Los cárteles madereros, los mercados clandestinos y los aserraderos para maderas preciosas (como el ébano o la caoba) han impulsado a muchos jóvenes a explorar oportunidades en negocios ilegales relacionados con los bosques. 
La tala, la explotación maderera y los aserraderos ilegales pueden entenderse como un sistema en el que diversos individuos e instituciones participan en la satisfacción de la demanda de la industria, ya sea legal o ilegal. Dada la tasa de desempleo en el país, que en 2012 ascendía a unos 20,3 millones (Dirección Nacional de Empleo), principalmente jóvenes, surge una pregunta fundamental: ¿de qué viven? Sin duda, las actividades desviadas tienden a prosperar en tales circunstancias, especialmente en zonas boscosas.La diversidad y la dinámica del delito en el cinturón forestal han recibido relativamente poca atención, eclipsadas frecuentemente por las discusiones sobre la degradación ambiental y el cambio climático.

#### Indonesia
Un informe del Programa de las Naciones Unidas para el Medio Ambiente estimaba en 2007 que entre el 73 y el 88 % de la madera que produce Indonesia procede de la tala ilegal.Estimaciones posteriores situaban esa cifra entre el 40 y el 55 %. Un estudio de 2021 consideraba ilegal el 81 % de la transformación del bosque nativo en cultivos de palmera aceitera. La Agencia Suprema de Auditoría (contraloría) de Indonesia determinó que menos del 20 % de las operaciones del país con aceite de palma cumplían con las leyes y normativas nacionales.
Malasia es el país de tránsito clave para la madera ilegal procedente de Indonesia.
Las empresas privadas, en su búsqueda de beneficios, están deforestando amplias áreas con métodos baratos, pero ecológicamente dañinos, como incendios forestales. La Ley forestal de 1999 obliga a las compañías a obtener un permiso IPK de explotación maderera para realizar actividades de deforestación. Muchas empresas se saltan este trámite mediante tala ilegal.
Los agricultores de subsistencia emplean un método básico de tala y quema para hacerse con tierras de cultivoː talan los árboles de una parcela antes de la estación del año con más lluvias y los queman. Así el terreno se vuelve cultivable por un período de entre 3 y 5 años. Luego pierde productividad, por lo que los agricultores lo abandonan y repiten el proceso con otra parcela. Es una práctica agrícola no sostenible, que además puede provocar grandes incendios forestales. Existe la alternativa de talar y carbonizar, más ecológica.
En el frente político, el Gobierno de Indonesia ha sido ampliamente criticado por su inacción ante la deforestación. La corrupción entre los funcionarios indonesios alimenta el cinismo sobre las "ofensivas" estatales contra la tala ilegal. En 2008, la absolución del propietario de una maderera, Adelin Lis, tras su probada tala ilegal, encolerizó a la opinión pública y a las instituciones políticas les llovieron críticas.
El Gobierno indonesio lucha dificultosamente contra la deforestación, porque la migración del campo a la ciudad obliga a que las ciudades se amplíen. La falta de seguimiento de la deforestación en los proyectos de transmigración (Indonesia) muestra la poca consideración hacia la sostenibilidad forestal. Esto reduce la credibilidad del Gobierno indonesio para gestionar eficaz y responsablemente su desarrollo urbano conjuntamente con la protección de sus bosques.

#### Birmania
Debido a la extensión de las selvas birmanas, para los organismos como el Ministerio de Bosques resulta difícil regular la tala. La demanda de madera de los países vecinos —especialmente Tailandia y China— es alta, que han explotado ampliamente sus respectivos bosques. Como resultado, numerosas operaciones de tala ilegal han surgido junto a la frontera entre Tailandia y Miyanmar y en el estado de Kachin, junto a la frontera china.
La falta de normativa ha llevado a una explotación maderera desenfrenada y destructiva que ha causado múltiples daños medioambientales como erosión del suelo, contaminación de ríos y mayores inundaciones. En Kachin, donde se encuentran las mayores extensiones de selva relativamente virgen, la tala ilegal causa la mitad de la deforestación. Como son regiones muy remotas y la demanda internacional de maderas nobles es elevada, resulta difícil combatir esta tala y probablemente seguirá contribuyendo a la deforestación.

#### Camboya
La tala ilegal supone una grave amenaza para los bosques camboyanos. Hay muchos casos en que el ejército la lleva a cabo sin conocimiento del Gobierno. Es difícil para los funcionarios del Gobierno central visitar áreas todavía controladas por antiguas guerrillas de Pol Pot. La explotación maderera ilegal se aprovecha de una deficiente aplicación de la ley. La mayoría de la deforestación la perpetran el ejército y poderosos subcontratistas.

#### Tailandia
Los funcionarios del Gobierno tailandés a cargo de las áreas protegidas han contribuido a la deforestación al permitir la tala ilegal. El rey Bhumibol Adulyadej ha culpado de la destrucción de los bosques de su país a la codicia de funcionarios corruptos. Esto es evidente en lugares como amplias zonas protegidas de la provincia norteña de Nan que anteriormente estaban cubiertas por selva virgen y que han sido deforestadas pese a constituir parques nacionales. Dado que un palisandro siamés maduro (30 años) puede alcanzar los 300 000 bahts (la moneda de Tailandia) en el mercado negro, es improbable que desaparezca la tala ilegal.

## Estadísticas
La tala ilegal supone una importante pérdida de ingresos para muchos países y puede provocar daños medioambientales generalizados. Un comité del Senado de Filipinas estimó que el país perdió hasta 1 800 millones de dólares al año durante la década de 1980. El Gobierno indonesio estimó en 2002 que los costes relacionados con la tala ilegal ascienden a 3 000 millones de dólares cada año. El Banco Mundialestima que la tala ilegal cuesta a los países productores de madera entre 10 000 y 15 000 millones de euros al año. Esto se compara con los 10 000 millones de euros desembolsados como ayuda de la Comunidad Europea en 2002ːsi los países combatieran eficazmente la tala ilegal, necesitarían menos ayuda.
- Un estudio conjunto del Reino Unido e Indonesia sobre la industria maderera en Indonesia en 1998 sugirió que alrededor del 40 % de la producción era ilegal, con un valor superior a 365 millones de dólares.[46]Estimaciones más recientes, que comparan la extracción legal con el consumo interno conocido más las exportaciones, sugieren que el 88 % de la tala en el país es, de alguna forma, ilegal. [31]
- En Brasil, el 80 % de la tala en laAmazonia viola los controles gubernamentales.[47] En el centro de la tala ilegal se encuentra la corrupción generalizada. A menudo denominada "oro verde", la caoba puede costar más de 1 600 dólares por m3. La extracción ilegal de la caoba facilita la tala, también ilegal, de otras especies y da pie (junto con otros factores, como el deseo de terrenos cultivables o la búsqueda de oro) a la explotación incontrolada y devastadora de la Amazonía brasileña. Investigaciones recientes de Greenpeace en el estado brasileño de Pará revelan cuán profundamente arraigado sigue estando el problema. No existe una cadena de custodia legal fiable para la caoba y los actores clave en su comercio son despiadados.[48]
- El Banco Mundial estima que el 80 % de las operaciones de tala son ilegales en Bolivia y el 42 % en Colombia,[49] 10 mientras que en Perú, la tala ilegal constituye el 80 % de todas las actividades.[50]
- Una investigación realizada por Fondo Mundial para la Naturaleza (WWF por sus siglas en inglés) [51] en 2002 muestra que en África, las tasas de tala ilegal varían desde el 50 % en Camerún y Guinea Ecuatorial hasta el 70 % en Gabón y el 80 % en Liberia –donde los ingresos de la industria maderera también alimentaron la guerra civil.
- WWF estima que la tala ilegal en Rusia es de al menos el 20 %, llegando hasta el 50 % en sus regiones del extremo oriental.[52]
- Un estudio conjunto de 2012 realizado por el Programa de las Naciones Unidas para el Medio Ambiente y la Interpol afirma que la tala ilegal representa hasta el 30 % del comercio maderero mundial y contribuye a más del 50 % de la deforestación tropical en África Central, la cuenca del Amazonas y el sudeste asiático.[53]
- Entre el 50 % y el 90 % de la tala en los países clave de estas regiones la llevan a cabo entidades criminales organizadas.[54]
- Un estudio realizado por la ONG TRAFFIC encontró que el 93 % de toda la exportación de madera de Mozambique a China en 2013 se hizo ilegalmente. [55]
- Interpol afirmó en 2020 que en todo el mundo se pierden anualmente 10 millones de hectáreas de bosque debido a la tala ilegal. También considera que la explotación maderera ilícita mueve casi 152 millardos de dólares al año, y que hasta un tercio de todos los muebles de madera se fabrican con material de origen ilegal.[56] [57] [58]

En marzo de 2004, Greenpeace actuó contra un carguero que transportaba madera de la empresa indonesia Korindo, que estaba siendo exportada a Francia, Reino Unido, Bélgica y Países Bajos. Se conocía que Korindo se surte de madera ilegal de las últimas selvas tropicales de Indonesia. En mayo de 2003, una investigación del gobierno indonesio confirmó que Korindo estaba recibiendo madera ilegal de forajidos madereros conocidos por abastecerse en un refugio de orangutanes: el Parque Nacional Tanjung Puting.Esta es una zona protegida de 4 000 kilómetros cuadrados e importancia mundial. Está reconocida como reserva mundial de la biosfera por las Naciones Unidas y forma la mayor zona protegida de bosque pantanoso del sudeste asiático.

## Mitigación

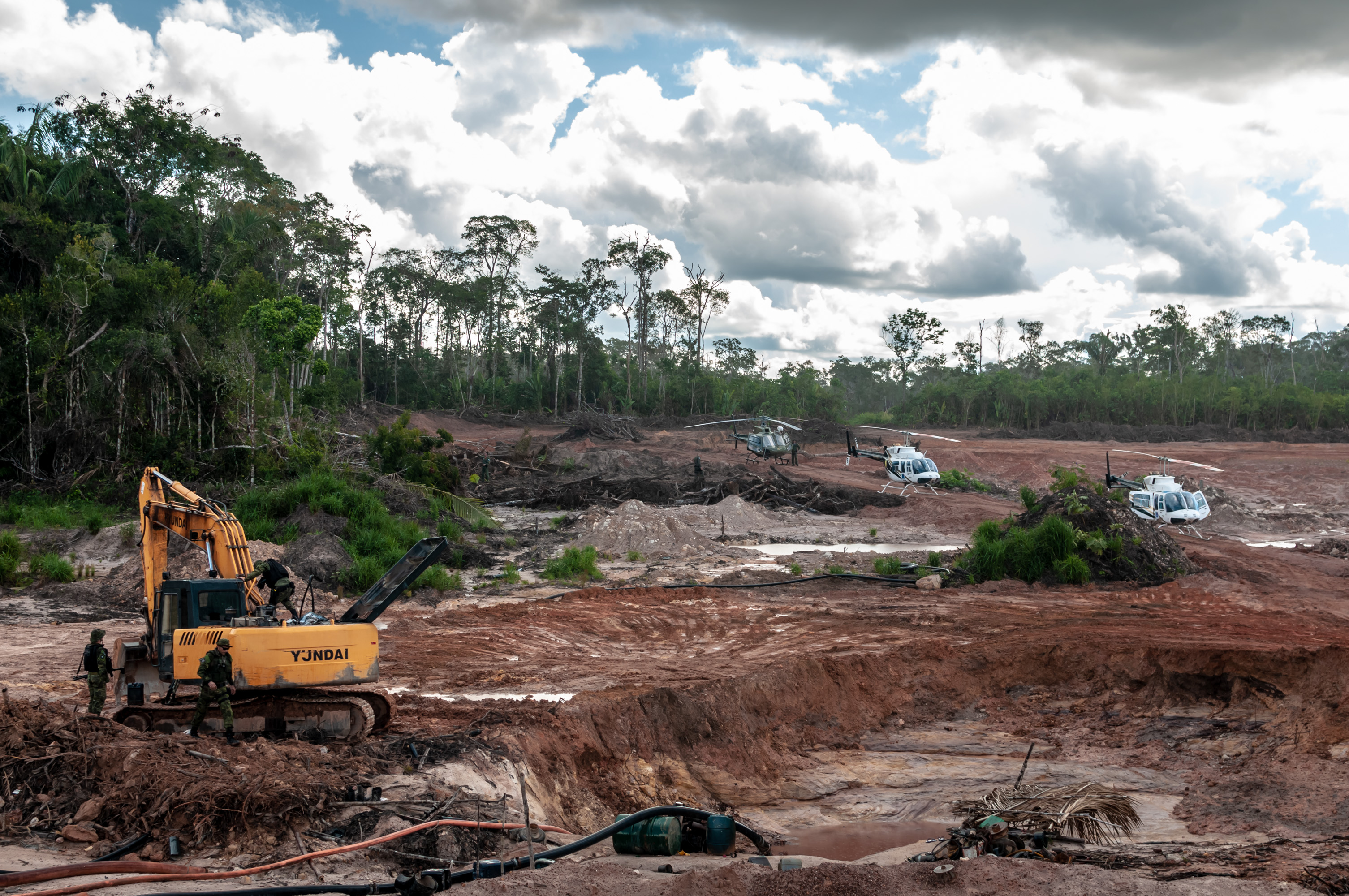
Agentes del IBAMA, la policía ambiental de Brasil, en la lucha contra la tala ilegal en territorio indígena, 2018

### Asia del Norte
La Conferencia ministerial sobre aplicación de las leyes y la gobernanza forestales en Europa y el norte de Asia (ENA FLEG por sus siglas en inglés) se celebró en San Petersburgo, Rusia, del 22 al 25 de noviembre de 2005. En mayo de 2004 la Federación de Rusia anunció su intención de acoger el proceso ENA FLEG, con el apoyo del Banco Mundial. En junio de 2005 se celebró en Moscú una conferencia preparatoria.
La conferencia de San Petersburgo reunió a casi 300 participantes en representación de 43 gobiernos, el sector privado, la sociedad civil y organizaciones internacionales. Acordó la Declaración de San Petersburgo sobre la aplicación de las leyes y la gobernanza forestales en Europa y el norte de Asia. Esta Declaración incluye una lista indicativa de acciones, destinada a servir como marco general para posibles acciones que deben emprender tanto los gobiernos como la sociedad civil.
La conferencia tuvo lugar mientras el Reino Unido se preparaba para traspasar la presidencia del G8 a Rusia. Como confirmó Valery Roshchupkin, director de la Agencia Forestal Federal de la Federación Rusa, la tala ilegal sería de especial importancia para Rusia, en su calidad de presidente del G8 durante ese período, y para la siguiente cumbre del G8, también celebrada en San Petersburgo.

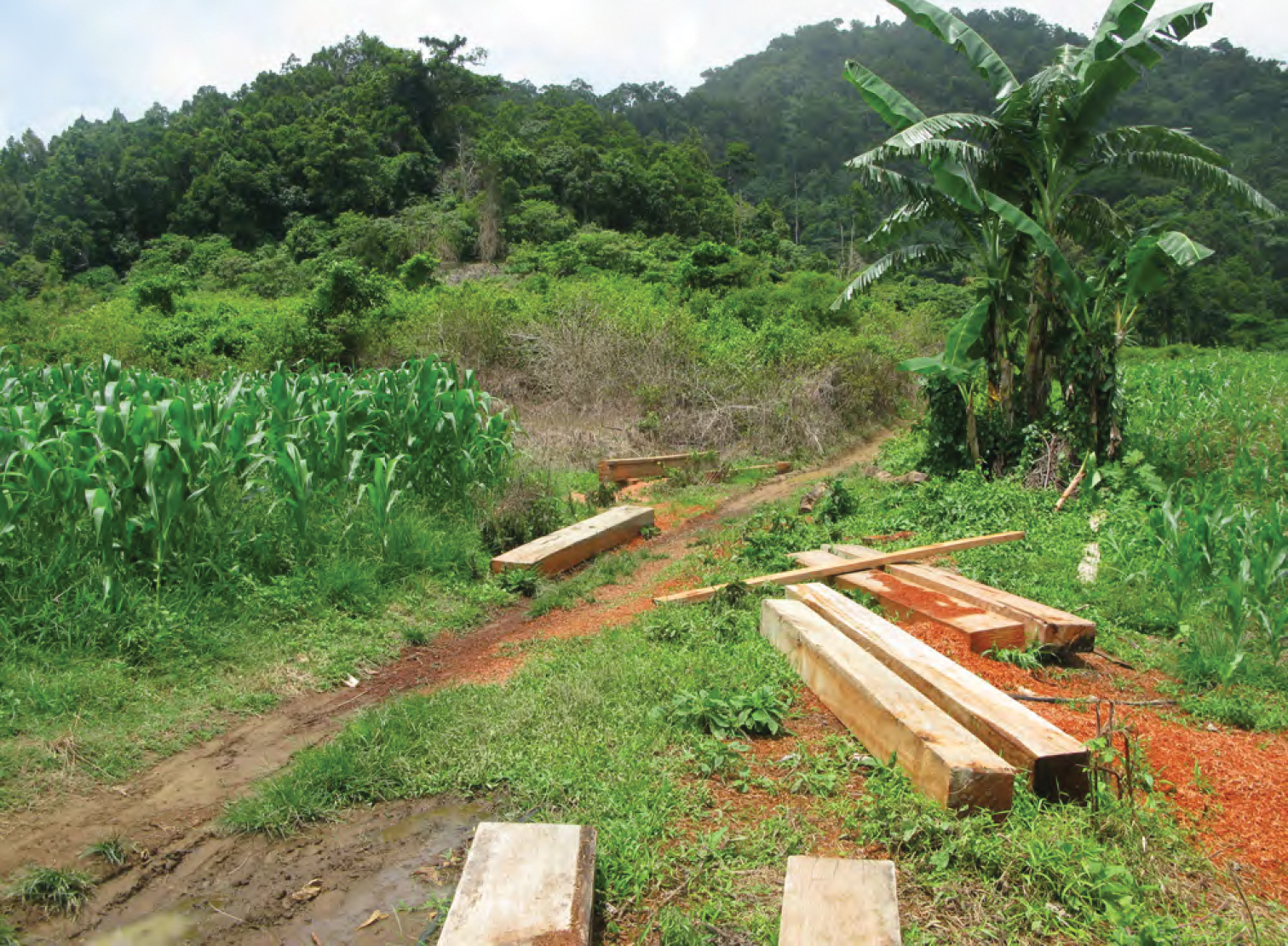
Indicios de tala ilegal en el límite del área protegida alrededor del volcán Cagua, Cagayán, Filipinas

### Este de Asia
En septiembre de 2001 se celebró en Bali la Conferencia ministerial sobre aplicación de las leyes y la gobernanza forestales de Asia oriental (EA FLEG por sus siglas en inglés). Reunió a casi 150 participantes de 20 países, en representación de gobiernos, organizaciones internacionales, ONG y sector privado. El evento fue copatrocinado por el Banco Mundial y el Gobierno de Indonesia. Incluyó debates técnicos detallados sobre la aplicación de las leyes forestales en relación con la gobernanza, la política y la gestión forestales, así como la participación ministerial.
Los objetivos principales de esta conferencia fueronː 
- compartir análisis sobre la aplicación de las leyes forestales;
- explorar cuestiones prioritarias de la aplicación de las leyes forestales, incluida la tala ilegal en la región de Asia Oriental; y
- comprometerse a actuar a nivel nacional y regional.

### Unión Europea
En mayo de 2003, la Comisión Europea presentó el Plan de acción para la aplicación de las leyes, la gobernanza y el comercio forestales (UE FLEGT por sus siglas en inglés). Esto marcó el comienzo de un largo proceso mediante el cual la UE pretende desarrollar y poner en práctica medidas contra la tala ilegal y el comercio relacionado. El principal medio para implementar este plan es a través de acuerdos voluntarios de asociación con países productores de madera. El Reglamento de la Madera de la Unión Europea se adoptó en 2010 y entró en vigor el 3 de marzo de 2013. 
- Por primera vez prohíbe la comercialización en la UE de madera talada ilegalmente y de productos derivados de dicha madera.
- Requiere que los comerciantes de la UE que ponen productos de madera en el mercado de la UE por primera vez actúen con la "diligencia debida". [60]
- Una vez en el mercado, la madera y los productos de la madera pueden venderse o transformarse antes de llegar al consumidor final.[60]
- Para facilitar la trazabilidad de los productos de la madera, los operadores económicos de esta parte de la cadena de suministro (denominados comerciantes en el Reglamento) están obligados a mantener registros de sus proveedores y clientes.[60]

Una investigación de Greenpeace publicada en mayo de 2014 demuestra que la regulación de la madera de la UE es ineficaz si se acepta documentación fraudulenta sin cuestionarla y si las autoridades no hacen cumplir la normativa.

### África
La Conferencia ministerial sobre aplicación de las leyes y la gobernanza forestales de África (AFLEG por sus siglas en inglés) se celebró en Yaundé, Camerún, en octubre de 2003. La reunión reunió a ministros y partes interesadas de África, Europa y América del Norte para deliberar sobre cómo las asociaciones entre productores, consumidores, donantes, sociedad civil y sector privado podrían abordar la explotación forestal ilegal y el comercio asociado en África.
La conferencia AFLEG, la segunda reunión regional sobre gobernanza y aplicación de las leyes forestales después de la Asia Oriental, resultó en el respaldo de una declaración ministerial y un plan de acción, así como una variedad de iniciativas informales de implementación.
En 2014, el Programa FAU-UE-FLEGT de la Organización de las Naciones Unidas para la Alimentación y la Agricultura (FAO por sus siglas en inglés) publicó el estudio El proceso del Acuerdo Voluntario de Asociación (AVA) en África central y occidental: de la teoría a la prácticapara documentar y fomentar la reflexión estratégica en los países socios que ya participan en la negociación de un AVA (o en aquellos que participarán en dichas negociaciones) proporcionando ejemplos de buenas prácticas. 
Estas buenas prácticas se identificaron y documentaron tras entrevistas con las principales partes interesadas en los 8 países AVA en África occidental y central, con el fondo UE FLEGT del Instituto Forestal Europeo (EFI por sus siglas en inglés) y con la Comisión Europea. 
En 2016, el Programa FLEGT de la FAO y la UE publicó un estudio adicional, Trazabilidad: una herramienta de gestión para empresas y gobiernos, que proporciona ejemplos de buenas prácticas en los sistemas de trazabilidad de la región, que ayudan a prevenir la tala ilegal al rastrear la madera desde su bosque de origen a lo largo de su viaje por la cadena de suministro.

### Estados Unidos
En respuesta a la creciente preocupación por la tala ilegal y al asesoramiento de TRAFFICy otras organizaciones, el 22 de mayo de 2008, Estados Unidos modificó la Ley Lacey, cuando la Ley de alimentos, ahorro energético y energía de 2008 amplió su protección a un gama más amplia de plantas y productos vegetales (Sección 8204. Prevención de la tala ilegal). 
Los requisitos bajo las nuevas enmiendas son dobles. En primer lugar, la Ley Lacey ahora declara ilegal la importación a los Estados Unidos de plantas que hayan sido cosechadas en contra de cualquier ley federal, ley estatal, ley tribal india o ley extranjera aplicable. Si se descubre que una planta ha sido cosechada en violación de las leyes del país donde fue cosechada, esa planta estaría sujeta a incautación y decomiso si se importa a los EE. UU. 
La Ley Lacey también declara ilegal, a partir del 15 de diciembre de 2008, importar ciertas plantas y productos vegetales sin una declaración de importación específica.
Esta declaración debe contener (además de otra información) el género, la especie y el país donde se ha cultivado cada planta sujeta a envíos comerciales de ciertos productos. Se puede encontrar una lista de productos aplicables (junto con otros requisitos y orientación) en el sitio web del USDA APHIS (Ministerio de Agricultura). 

## Para saber más
- Monbiot, George (1991). Amazon Watershed. Michael Joseph. ISBN 0349101620.
- EIA and Telapak Indonesia (September 2001). «Timber trafficking: Illegal Logging in Indonesia, South East Asia and International Consumption of Illegally Sourced Timber». Environmental Information Agency.
- Ravenel, Ramsay M.; Ilmi M. E. Granoff; Carrie A. Magee (18 de enero de 2005). Illegal logging in the tropics: strategies for cutting crime. Routledge. ISBN 978-1-56022-117-3.
- Sheikh, Pervaze A., ed. (9 de junio de 2008). «Illegal Logging: Background and Issues». Congressional Research Service. Archivado desde el original el 28 de junio de 2011.
- Tacconi, Luca (2007). Illegal logging: law enforcement, livelihoods and the timber trade. London: Earthscan. ISBN 978-1-84407-348-1.